# Strynø
Ej att förväxla med Stryn.

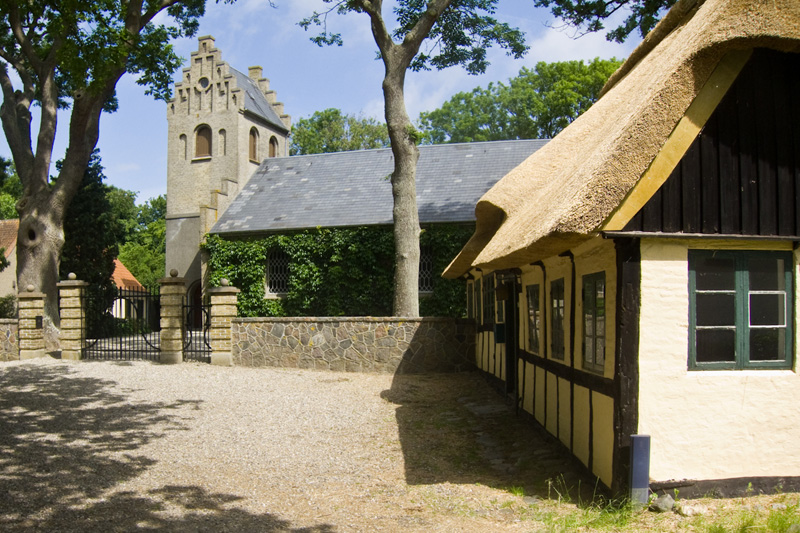
Strynø kyrka.

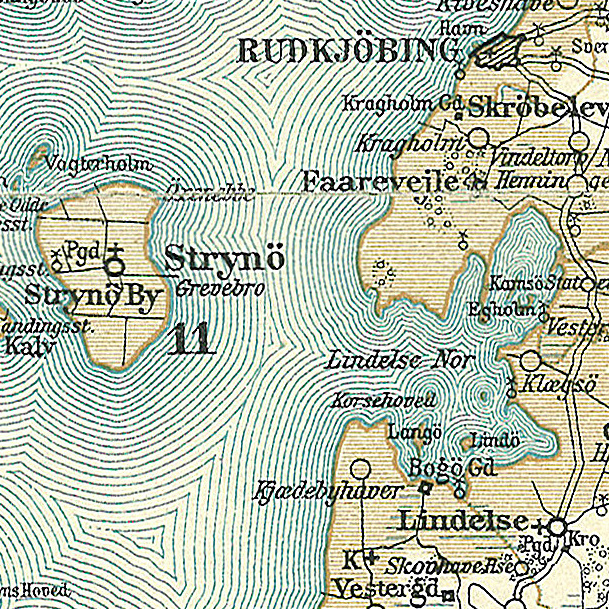
Strynø på en karta från cirka 1900

Strynø är en ö i Danmark. Ön, som ingår i Langelands kommun, ligger i det Sydfynske Øhav söder om Tåsinge och mellan Langeland och Ærø.
Strynøs högsta punkt är bara 10 meter över havet och längs  kusterna har det byggts vallar som skydd mot översvämning. Väster om Strynø ligger den obebodda ön Strynø Kalv.
Landytan är 4,88 km² och invånarantalet 197 2020).
Det finns färjeförbindelse från Rudkøbing på Langeland.